# WDR Vera

Ehemaliges Logo von WDR VERA

WDR Vera (eigene Schreibweise: WDR VERA oder WDR VeRa) war ein 24-Stunden-Programm des Westdeutschen Rundfunks und war ein automatisches Sprachausgabesystem/-programm zur Information von Pkw-, Lkw- und Busfahrern sowie anderen Verkehrsteilnehmern über das Verkehrsgeschehen. Man bezeichnet solche Programme auch als Durchsageprogramme. Um Sendekapazität zu sparen und mehr Regionalsender zu ermöglichen, wurde Vera am 6. Juli 2020 aus der DAB+Senderliste der Radios entfernt und war zuletzt nur noch über die Apps und Internetseiten des WDR zu empfangen. Am 12. Mai 2023 wurde der Sender auch auf den verbliebenen Verbreitungswegen abgeschaltet. Die Links zu den Webstreams sind seitdem nicht mehr abrufbar.

## Allgemeine Informationen
Als sogenannter Verkehrskanal startete der Westdeutsche Rundfunk VERA am 30. Januar 1997 im Rahmen des nordrhein-westfälischen DAB-Pilotprojekts. Bis Juni 2020 wurde das Programm täglich 24 Stunden über das digitale Radio DAB verbreitet. Bis Juli 2015 erfolgte dies in den starken Berufsverkehrszeiten ebenfalls auch über Mittelwelle. Zu Zeiten des Sendebeginn speiste VERA auch einen telefonischen Ansagedienst. Seit 15. Mai 2000 strahlt der Westdeutsche Rundfunk seine DAB-Programme im Regelbetrieb aus. Damit wurde aus dem dann endenden Testbetrieb seit 1997 der Kanal WDR VERA übernommen.
Das System kommt ebenfalls in Bayern unter dem Namen BR Verkehr zum Einsatz.
Das Akronym oder die Bezeichnung VERA steht für „Verkehr in Real Audio“. Manchmal wird der Begriff auch als „Verkehrsradio“ interpretiert.

## Programm
Das Programm bestand komplett aus Verkehrsinformationen, die die WDR-Verkehrsredaktion bereitstellt und bündelt. Alle Verkehrsinformationen und Meldungen wurden an ein sogenanntes Sprachsynthese-System gegeben. Als Resultat erhielt man eine computergenerierte Männerstimme, die die Meldungen und Infos vorlas. Eine aktive Moderation fand nicht statt.

## Empfang
Zu empfangen war der Kanal über das Digitalradio DAB, terrestrisch mittels eines DAB-Plus-Empfängers im Block 11 D, Frequenz 222,064 MHz, Audio-Datenrate 40 kbit/s, mono. Ferner war der Sender bis 6. Juli 2015 (2 Uhr MESZ) von Montag bis Freitag morgens und abends auf Mittelwelle 720 kHz und 774 kHz zu empfangen.